# Hermann Conring (wetenschapper)

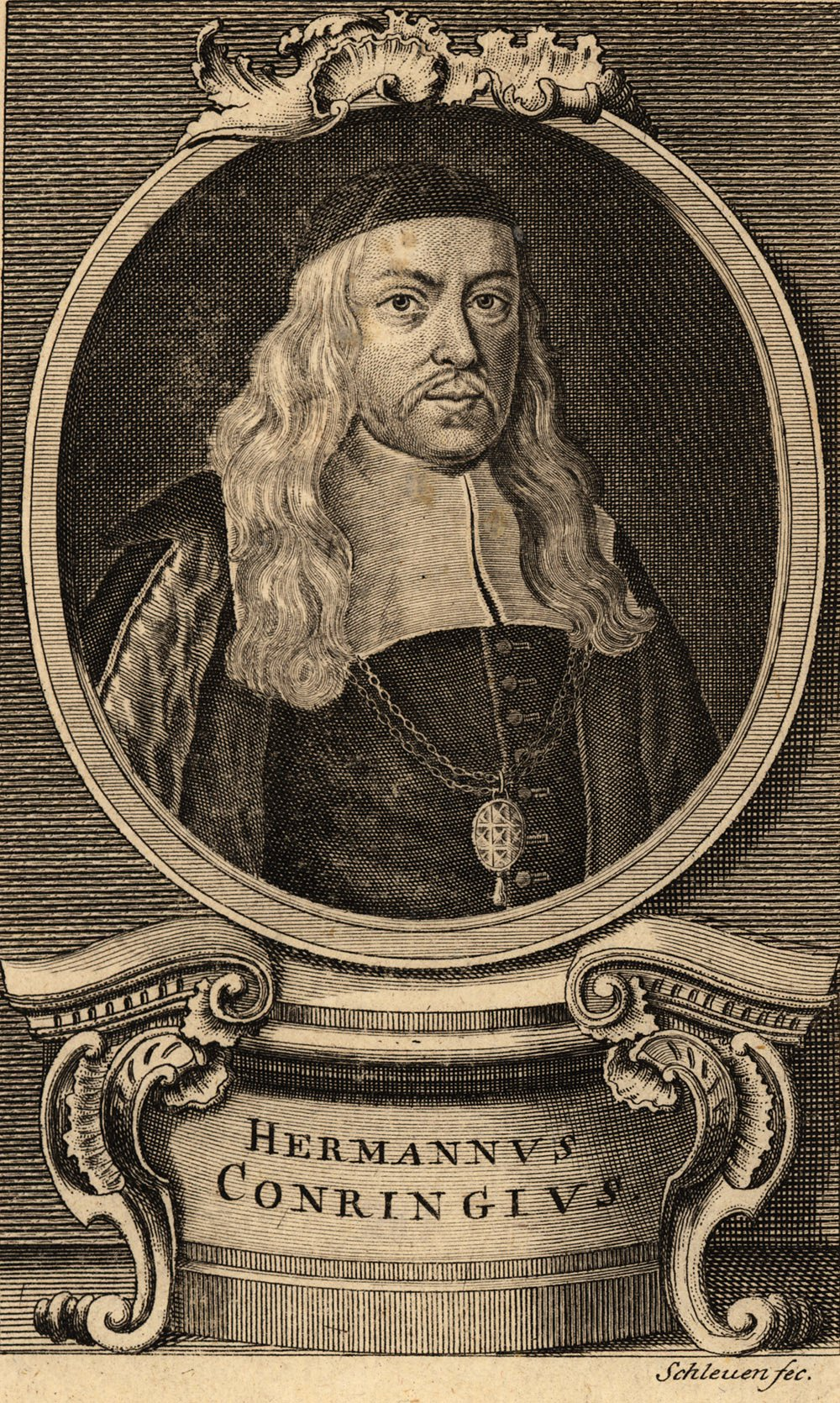

Hermann Conring (Norden, 9 november 1606 – Helmstedt, 12 december 1681) wordt beschouwd als de grondlegger van de Duitse rechtsgeschiedenis. Zijn bekendste werk is De origine iuris Germanici uit 1643.

## Biografie
Zijn vader was predikant. Hermann Conring was op een na de jongste van tien kinderen, zijn negen broers en zussen stierven allen, behalve zijn oudste broer, in 1611 tijdens een pestepidemie. Op veertienjarige leeftijd begon hij filosofie aan de Universiteit van Helmstedt. In 1625 verhuisde hij naar Leiden wegens de Dertigjarige Oorlog. In 1630 promoveerde hij met een proefschrift getiteld, De origine formarum secundum Aristotelem. Zijn levenlang had hij een grote bewondering voor de Griekse wijsheer Aristoteles.
In 1632  werd hij hoogleraar natuurfilosofie en retorica aan de universiteit van Helmstedt. Ondanks zijn duaal hoogleraarschap verkeerde Conring in ernstige financiële moeilijkheden, vooral door de gevolgen van de oorlog. Vanaf 1634 legde hij zich toe op de geneeskunde, omdat hier meer geld te verdienen viel. Hij promoveerde tot doctor in de geneeskunde en schreef een proefschrift over scheurbuik. Hij interesserde zich ook in de theorieën over de bloedsomloop van William Harvey.  In zijn colleges over de grondbeginselen van de geneeskunde legde hij een grote nadruk op praktische experimenten, hoewel het vaak buitengewoon moeilijk was om lijken te verkrijgen die geschikt waren voor de lessen in anatomie. Naast zijn werk op het gebied van medisch onderzoek en praktijk, was Conring ook een persoonlijke arts van verschillende Europese heersende vorsten.
In 1650 slaagde Conring erin Heinrich Julius Scheurl op te volgen als hoogleraar in de politiek aan de Universiteit van Helmstedt, en werd een expert in politieke wetenschappen. Hij bestudeerde onder andere Joachim Hoppers en Niccolò Machiavelli. Naast het theoretisch onderzoek naar de politieke verhoudingen in het Duitse Rijk was Conring ook politiek actief. Hij werd adviseur van onder andere koningin Christina I van Zweden, koning Frederik III van Denemarken en hertog August van Brunswijk-Wolfenbüttel.
Conring overleed op 75-jarige leeftijd in Helmstedt.
- Biblioteca Nacional de España: XX1627360
- Bibliothèque nationale de France: cb12378250f (data)
- CiNii: DA06756087
- Digitale Bibliotheek voor de Nederlandse Letteren: conr007
- Gemeinsame Normdatei: 11852190X
- International Standard Name Identifier: 0000 0001 0891 506X
- Library of Congress Control Number: n82060287
- Nationale Bibliotheek van Letland: 000302481
- Nationale Bibliotheek van Tsjechië: nlk20000083872
- Nationale Bibliotheek van Israël: 987007259802305171
- Nationale Bibliotheek van Polen: a0000002637376
- Nederlandse Thesaurus van Auteursnamen: 06834838X
- Istituto Centrale per il Catalogo Unico: SBLV320299
- LIBRIS: 182868
- SNAC: w6805nv8
- Système universitaire de documentation: 068527144
- Virtual International Authority File: 41920343
- WorldCat: E39PBJxmJKHd6TKCb89gt3XDbd